# 第二次反法同盟
第二次反法同盟戰爭是1798年至1802年欧洲及近東地區發生的大規模衝突，交戰雙方分別是法蘭西第一共和國和神聖羅馬帝國、俄罗斯帝国與大不列顛王國所率之反法同盟。法國於戰爭前期一度陷入絕境，但在瑞士及荷蘭地區大勝後局勢好轉，最終於1800年分別在意大利與德意志取勝，贏得戰爭。
戰爭源自第一次反法同盟戰爭後的領土爭端及法國將軍拿破崙·波拿巴對近東的軍事行動。1798年11月23日，那不勒斯王国入侵法國附庸罗马共和国，拉開戰爭序幕。1799年3月，法國陸軍從德意志、瑞士與北意大利三個地點發動進攻，但僅在瑞士取得突破，於德意志與意大利都被擊敗。同年6月，聯軍在瑞士取得優勢，並再度在意大利擊敗法軍。8月，聯軍又一次在意大利戰勝法軍，但馬塞納將軍於隔月趁聯軍戰略失誤時，在蘇黎世戰役擊敗俄軍，迫使其撤出瑞士，最終退出戰爭。與此同時，法軍也挫敗聯軍經北海登陸入侵荷蘭的行動。
10月，拿破崙·波拿巴返回法國，發動雾月政变成為第一執政。1800年5月，法軍翻越阿尔卑斯山抵達北意大利，於6月14日在馬倫戈戰役擊敗奧軍，迫使後者放棄明喬河以西的領地。同年12月，莫罗將軍在霍恩林登戰役擊敗奧軍，迫使後者簽署停戰協議。1801年2月9日，法奧簽署《呂內維爾條約》；1802年3月25日，法英簽署《亞眠和約》。歐洲各國直到1805年8月9日才再次組建反法同盟，與法國爆發第三次反法同盟戰爭。

## 背景

### 第一次反法同盟
1789年7月14日，巴黎起義者攻破巴士底獄，法國大革命爆發。歐洲各君主國起初對這場革命不感興趣，直到法國國內情況繼續惡化後，它們才開始考慮干預法國政局以恢復波旁王朝統治。1791年8月27日，神聖羅馬皇帝利奧波德二世與普魯士國王腓特烈·威廉二世頒布《皮爾尼茨宣言》，在宣言中指出路易十六伉儷的安全與自由關乎歐洲各君主的利益與法蘭西民族的福祉，並稱若各方得以合力，將採取行動實現此目標。然而這項宣言加劇了法兰西第一共和国與其他國家間的矛盾，法國鷹派渴求恢復「世界最強國度」的應有地位，認為歐洲各受壓迫的民族正期盼解放，只要法國軍隊跨過邊境就會奮起反抗壓迫人民的暴君。1792年4月20日，法國對奧地利大公國宣戰，第一次反法同盟戰爭爆發。

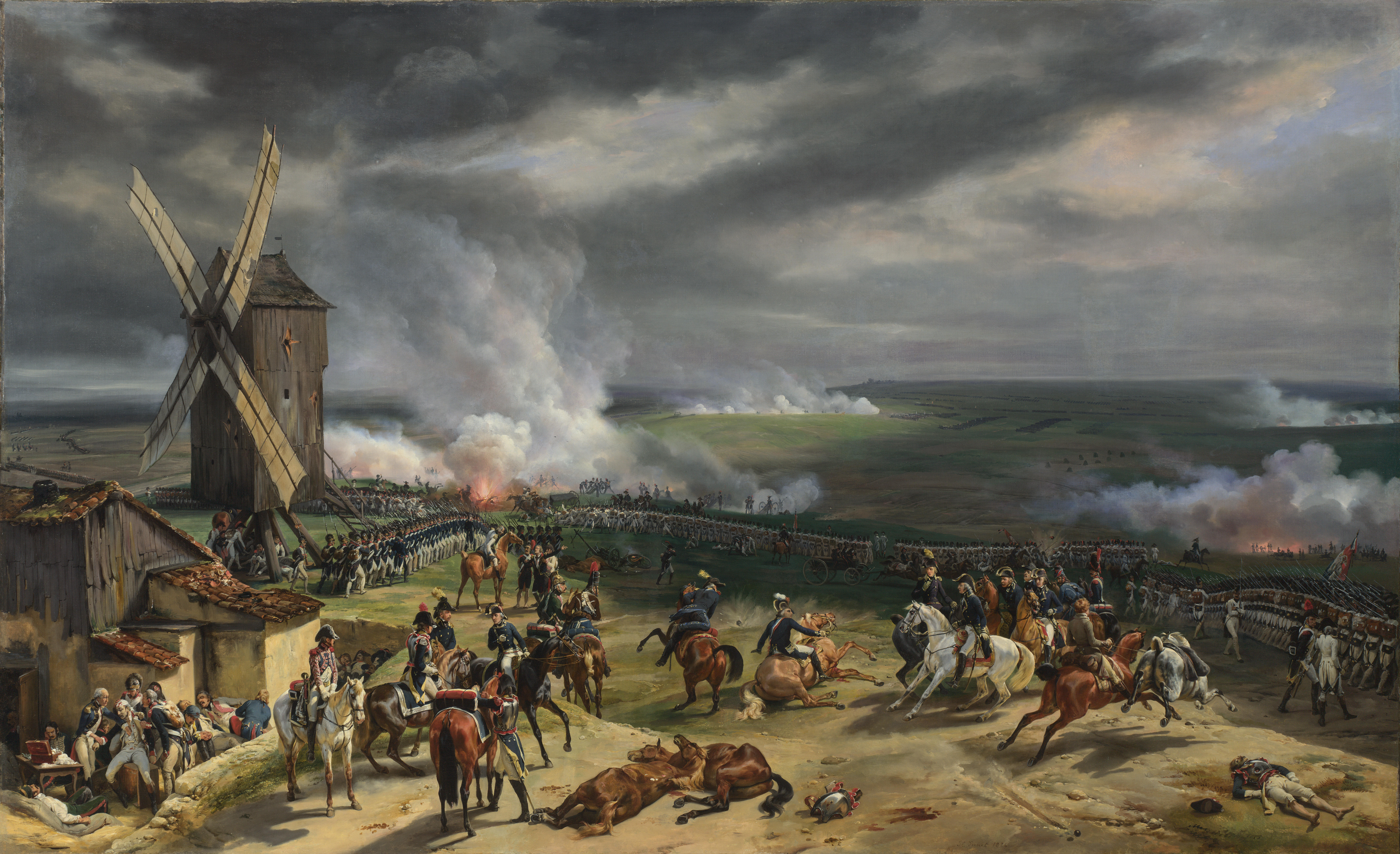
瓦爾密戰役

法國在戰爭打響後節節失利，但在9月於瓦爾密戰役擊敗入侵的敵軍，並在之後於各戰線勢如破竹，攻下比利時、萊茵蘭、薩伏依等地。法國政府歷此大勝後，於1793年2月1日對英國與荷蘭宣戰，然後於同年3月7日對西班牙宣戰。然而此時法國再度陷入絕境，在各戰線都丟失了過去攻佔的領土，迫使其政府在8月23日頒布全民動員令。至1795年初，法國除再次征服比利時外，還奪取了荷蘭與萊茵河左岸。4月6日，普魯士王國與法國簽訂《巴塞爾和約》，退出對法戰爭；5月16日，荷蘭共和國與法國簽訂《海牙和約》，退出對法戰爭；7月22日，西班牙與法國簽訂《巴塞爾和約》，退出對法戰爭。法國正式兼併比利時，成立附庸國巴達維亞共和國，控制整個萊茵河左岸。
1796年，法國督政府下令三個主力軍團進攻奧地利，其中让-巴蒂斯特·儒尔当指揮的「桑布爾-默茲軍團」與让·维克托·莫罗指揮的「萊茵-摩澤爾軍團」從德意志進攻，拿破崙·波拿巴指揮的「意大利軍團」從意大利進攻。前兩支军团起初進展順利，但被卡爾大公指揮的奧軍擊敗後，被迫撤回原點。而拿破仑指挥的军团則以閃電般的速度進攻，勢如破竹地攻下大半個北意大利，然後多次擊敗來援的奧軍，最終迫使神圣罗马帝国皇帝弗朗茨二世的代表於4月18日簽訂《萊奧本臨時和約》，該條約與隨後的《坎波福爾米奧條約》結束了第一次反法同盟戰爭，法國獲得奧屬尼德蘭、萊茵河左岸的德意志領土與整個義大利北部，持續千年的威尼斯共和国也遭法奧兩國肢解。

### 戰間期
第一次反法同盟戰爭雖已結束，但法國與奧地利的和平談判卻埋下戰事再起的伏筆。因為儘管雙方已在1797年10月17日的《坎波福爾米奧條約》達成和談，但神聖羅馬皇帝弗朗茨二世僅代表哈布斯堡家族及奧地利大公國等他可控制的領地和談，法國與神聖羅馬帝國的和平談判仍需於11月16日在拉施塔特的特別會議中商討，而神聖羅馬帝國內部複雜的政治實體使拖沓的和談陷入僵局，雙方直到1798年3月才敲定割讓萊茵河左岸的條款。與此同時，法國雖與除英國外的歐洲國家達成和平，但未停止繼續擴張。法國督政府為穩固其新國境，先是率軍入侵瑞士，建立海尔维第共和国，然後推翻教宗国，建立羅馬共和國。這些新得到的附庸國，加上法國先前在荷蘭建立的巴達維亞共和國，在北意大利建立的利古里亞共和國與奇薩爾皮納共和國，極大地破壞了歐洲的戰略均勢。
法國與英國間的戰爭狀態並未因第一次反法同盟破裂而結束，雙方的海軍仍在英吉利海峡與世界各大洋交戰。法國督政府首先試圖組建一支遠征軍橫渡海峽征服英國，但時任遠征軍司令拿破崙反駁高層的意見，認為不應強行登英，而該將入侵重心放在黎凡特與埃及。支持此論點的派系認為埃及能填補法國喪失加勒比群島的損失，能搶先奧地利一步建立地中海霸權，能保衛法國在黎凡特地區的利益，能以此為跳板入侵英佔印度。1798年3月5日，督政府全權委託拿破崙籌劃並指揮埃及遠征。同年5月19日，「東方軍團」在土倫出海，補給船隊在沿途中與艦隊會合。6月9日，法軍艦隊抵達醫院騎士團的總部马耳他島，醫院騎士團大團長同意讓法軍獲得補給與淡水，但限制法軍入港的船隻數量。拿破崙因此決定隔日向騎士團進攻，佔領全島後在當地建立了共和體制。此舉令俄羅斯沙皇保羅一世大感不滿，他堅信法國的遠征居心不良，可能危及到俄羅斯在巴尔干半岛的利益，決定與英國等國接觸，組建第二次反法同盟。

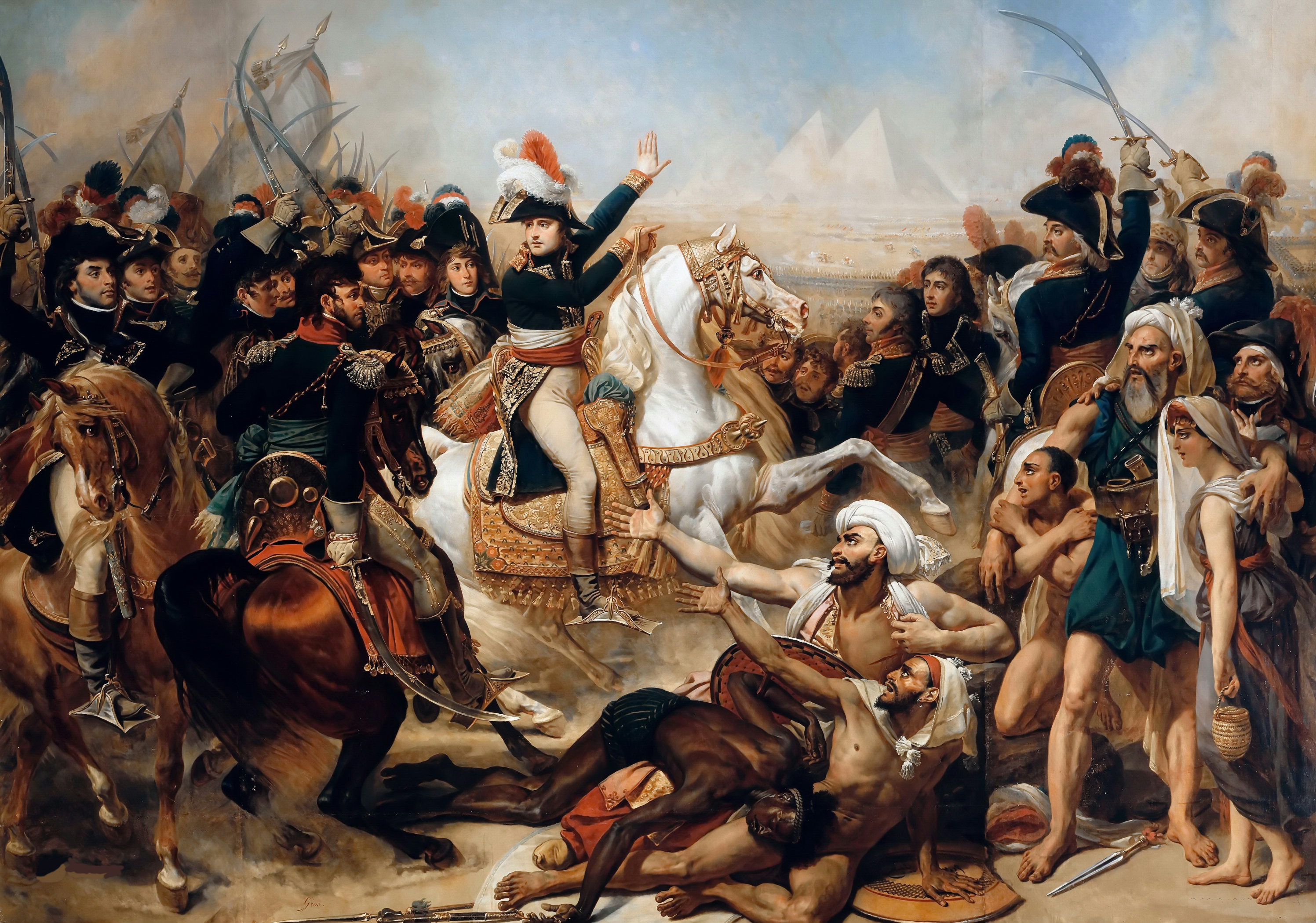
金字塔戰役

法軍艦隊繼續前行，於7月1日抵達亞歷山大里亞。隔日上午3時，三支法軍縱隊向亞歷山大里亞推進，在夜晚時攻佔該城。7月10日，法軍抵達尼羅河上的拉赫曼尼亞，然後於7月13日向南方的舒卜拉希特進攻，輕鬆擊敗當面的马穆鲁克部隊。法軍接著沿著尼羅河西岸向開羅進軍，在恩巴貝村附近遭遇嚴陣以待的马穆鲁克主力，包括部署在西岸，由穆拉德貝伊率領的6千马穆鲁克騎兵、2萬埃及步兵與其後方的1.4萬阿拉伯騎兵，與部署在東岸，由易卜拉欣貝伊率領的6千马穆鲁克騎兵與1.4萬埃及步兵。7月21日金字塔戰役爆發，位於西岸的法軍組成五個空心方陣，穆拉德貝伊下令马穆鲁克騎兵進攻法軍右翼的德賽方陣與雷尼耶方陣，在損失大量人員後撤退。與此同時，法軍左翼的邦方陣與維亞爾方陣轉為進攻縱隊突入恩巴貝村，並將當地2千守軍殲滅或趕入河中。7月24日，法軍進入埃及首都開羅。穆拉德貝伊在德賽的追擊下撤往上埃及，易卜拉欣貝伊則撤往敘利亞。然而隨著英國皇家海軍在尼羅河河口重創法國海軍後，東方遠征軍與本土的聯繫中斷，埃及地區的法軍形勢開始惡化。

### 反法同盟成立
俄羅斯帝國早在1798年初就將法國視為大敵，擔心後者可能會聯合波蘭民族主義者推翻帝國在波蘭的統治。之後，俄羅斯高層知曉法國正在土伦召集軍隊，遂認為這支部隊的目標是俄屬波蘭或是俄羅斯本土，並猜想其可能在阿尔巴尼亚、克里米亚或薩洛尼卡登陸。同年6月，法軍佔領馬爾他島，俄羅斯帝國開始準備對法戰爭，海軍上將烏沙科夫率艦隊推進至君士坦丁堡，準備過海峽進入地中海。之後，其艦隊在得知法軍於埃及登陸後，聯合奥斯曼帝国艦隊進攻法軍控制的伊奧尼亞群島。同年7月，俄羅斯帝國承諾在將來的戰爭中支援奧地利，並向普魯士王國提議組建同盟，但後者拒絕參與並維持中立。新的反法同盟至此成立，其成員包括英國、奧地利、俄羅斯、奥斯曼、葡萄牙與那不勒斯。

## 戰事歷程

### 1798年
1798年11月23日，那不勒斯王国進攻法國附庸羅馬共和國，第二次反法同盟戰爭爆發。奧地利將軍卡尔·马克率4萬那不勒斯兵越過邊境進攻法軍，於11月29日佔領羅馬，迫使法軍撤退至翁布里亚。然而法軍很快恢復重組，在奇維塔卡斯泰拉納戰役擊敗人數遠多於己方的那不勒斯軍，後在卡尔维俘虜大批敵軍，最後於12月16日重奪羅馬。法軍隨後追擊進入那不勒斯王国，於12月30日佔領重鎮加埃塔，在次年1月12日攻入那不勒斯城，建立帕尔泰诺佩共和国。與此同時，法國督政府命儒贝尔將軍指揮的「意大利軍團」入侵皮埃蒙特，強迫國王卡洛·埃馬努埃萊放棄統治，建立又一法國附庸國。之後，法國向與奧地利關係密切的中立國托斯卡纳大公国宣戰。至此，法國已控制了除帕爾馬公國外的整個義大利地區，且由於前者與法國的盟友西班牙關係密切，實質上仍被法國統領。

### 1799年

#### 敘利亞與埃及
1798年末，「東方軍團」司令拿破崙·波拿巴在得知奥斯曼帝国將經敘利亞與地中海向埃及進攻後，決定先下手為強，召集13,000人的部隊，在1799年2月5日離開埃及。2月19日，法軍攻下了阿里什城，然後再攻佔加薩。3月3日，法軍抵達雅法城下。3月7日，法軍發動猛烈的進攻，突破駐軍防線並俘虜2千多名奥斯曼軍。拿破崙面临两难：释放這批俘虜会使他們重新加入奥斯曼軍，但受限于補給不足他也无法将他们押送带走。最終，他下令槍決這些戰俘。3月17日，法軍推進至阿卡城下，該城城牆曾被加固，且有250門火砲，而法軍缺乏攻城火砲，只能派遣步兵徒然地進攻。之後，拿破崙得知一支奥斯曼部隊在加利利集結，於是派遣朱諾率領騎兵部隊前往偵查。4月上旬，拿破崙得知敵軍人數遠高於己方，於是再派遣一支由克勒貝爾指揮的部隊前去支援朱諾。4月16日，克萊貝爾約2千人的部隊在塔沃爾山與奥斯曼軍3.5萬人的部隊交火，法軍在一天的戰鬥後陷入絕境，但拿破崙即時趕到，移動至奥斯曼軍後方，將敵軍驅往约旦方向。之後，法軍內部開始傳播瘟疫，加上拿破崙知曉奥斯曼軍將在英國皇家海軍的幫助下登陸埃及，法軍遂於5月20日撤回埃及。

#### 中歐與北義大利

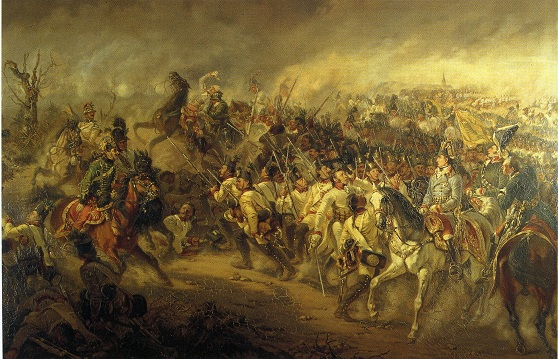
史塔卡赫戰役

1799年3月1日，儒尔当將軍指揮的法軍「多瑙軍團」在巴塞尔附近渡過萊茵河，翻越黑林山向多瑙河的源頭推進；其左翼貝納多特將軍指揮的「萊茵軍團」在曼海姆附近渡過萊茵河，包圍菲利普斯堡。卡爾大公指揮的奧軍主力隨即作出應對，其部隊開始向法軍推進。瑞士方面，馬塞納將軍指揮的「瑞士軍團」於3月6日在拉加茨附近渡過萊茵河，攻佔奧軍駐守的聖盧齊施泰克要塞，接著進攻庫爾城附近的奧軍陣地，殲滅周邊的敵軍部隊，控制了格勞賓登州，然後與部署在費爾德基希的奧軍對峙。而其右翼勒古布將軍對恩加丁谷地等地的行動同樣取得成功，以1.5萬人的部隊俘虜了1.2萬奧軍，並持續進攻直到馬塞納下令停止推進。3月下旬，儒爾當的「多瑙軍團」先後在奧斯特拉赫戰役與史塔卡赫戰役被奧軍擊敗，迫使儒尔当與貝納多特的部隊回撤至萊茵河。
與此同時，謝雷將軍指揮的「意大利軍團」於3月22日收到進攻命令，率軍攻佔托斯卡纳大公国。3月26日，他將法軍兵分三路進攻當面奧軍，法軍在北部的帕斯特伦戈取勝、在維洛納正面戰成平手，但在南部的莱尼亚戈失利。之後，謝雷率軍嘗試渡過阿迪杰河，然於4月5日在馬尼亞諾戰役被奧軍擊敗，只能後撤渡過明喬河，留下部分部隊把守曼托瓦等要塞。幾天後，他再度放棄明喬河畔，繼續後撤至阿达河後方，在此佈防等待聯軍進攻。4月27日，苏沃洛夫元帥指揮奧俄聯軍突破法軍陣線，迫使新任意大利軍團司令莫罗將軍放棄米蘭及伦巴第，率部渡過提契诺河，退往都灵與亚历山德里亚。之後聯軍包圍數座法軍要塞，並於5月12日攻佔托尔托纳。一支聯軍部隊在同日渡過波河，但被法軍在巴西尼亞納戰役擊敗。莫羅將軍擔心其與法國本土的交通線會被切斷，決定撤往尼斯，然後向南撤入亚平宁山脉，等待從南意大利北上的「那不勒斯軍團」。
瑞士方面，馬塞納將軍成為德意志與瑞士地區的法軍總司令。他將「多瑙軍團」與「萊茵軍團」解編，大部分部隊調至「瑞士軍團」，只在萊茵地區留下部分部隊。5月初，奧軍將法軍逐出恩加丁谷地，但未能奪下聖盧齊施泰克山口。5月中旬，其倚靠兵力優勢再度發動進攻，重奪格勞賓登州並控制上萊茵河谷。該部之後分為兩支，貝勒加德將軍率軍南下意大利與苏沃洛夫元帥會師，霍策將軍則率軍北上與卡爾大公會師。馬塞納決定趕在後兩者會合前出擊，於25日進攻弗勞恩費爾德附近的奧軍，法軍傷亡不到800人，而奧軍則傷亡2,140人，還有3,000人被俘。然而奧軍仍在後續的戰鬥突破其他法軍，於6月上旬會合。6月4日，奧軍進攻蘇黎世周遭的法軍陣地，但每次進攻均被法軍擊退。6月6日，當奧軍再次發動進攻時，卻發現法軍早已放棄陣地撤過利馬特河，遂佔領苏黎世城與聖哥達山口。

#### 特雷比亞河與諾維戰役

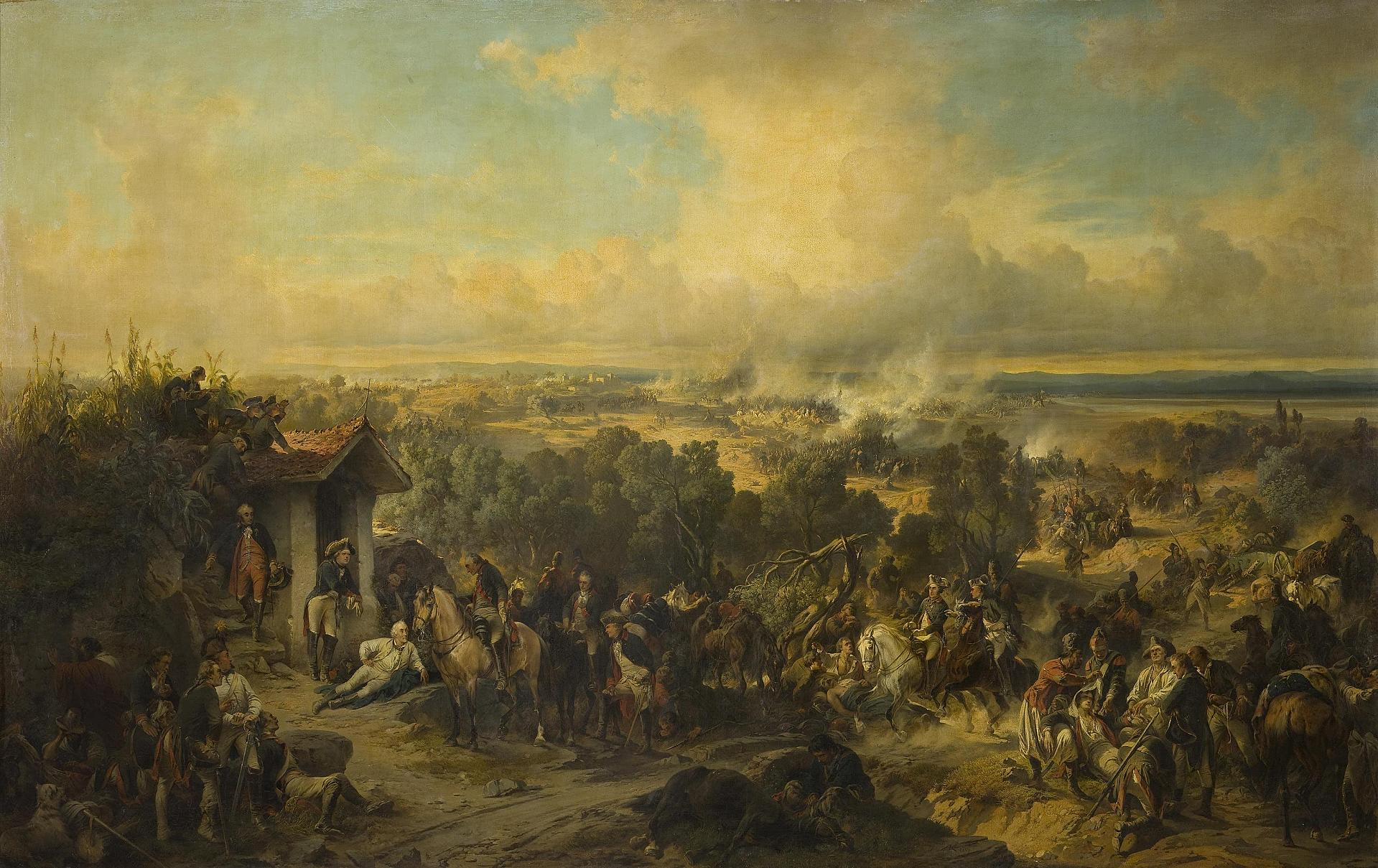
特雷比亞河戰役

6月9日，此前從那不勒斯北上趕往支援莫罗將軍的「那不勒斯軍團」開始行動。麦克唐纳將軍指揮部隊從佛罗伦萨分三路翻越亚平宁山脉，分別在三天後推進至博洛尼亚、摩德納、韦扎诺。6月12日，法軍在摩德納戰役擊潰奧軍，迫使後者撤退至米兰多拉。之後，麦克唐纳決定率軍經皮亚琴察向莫羅將軍的部隊靠攏，計劃兩者將在特雷比亚河畔會合。6月17日，麦克唐纳指揮那不勒斯軍團進攻一支奧軍師，卻驚訝地發現聯軍主力也在此處，最終在特雷比亞河戰役遭遇慘敗，先是退至努尔河，最終於6月底撤過亚平宁山脉。與此同時，莫羅指揮的「意大利軍團」在馬倫戈擊敗奧軍，但之後也撤回了亚平宁山脉。
法國督政府因此前的多次慘敗爆發了牧月政變，改組後的政府決定新組建一支3.2萬人組成的「阿爾卑斯軍團」，將「意大利軍團」的兵力增至4.8萬人，分別由尚皮奥内將軍與儒贝尔將軍指揮。而聯軍此時正在肅清殘存於各要塞內的法軍，並幫助那不勒斯王国復國。聯軍於7月22日攻下亚历山德里亚要塞，於28日攻下曼托瓦要塞，然後又圍攻塞拉瓦萊、托尔托纳等地。8月9日，儒贝尔將軍指揮的意大利軍團開始緩步推進，於8月14日抵達诺维附近，在該地部署陣地準備決戰。8月15日，苏沃洛夫元帥下令聯軍發動進攻，儒贝尔意外中彈身亡，但雙方仍僵持不下，直到聯軍增援抵達後才分出勝負，法軍被迫撤退。然而苏沃洛夫並未乘勝追擊，而是按兵不動留在原地，聽令準備率部向北進軍瑞士，與該地的3萬俄軍會合，以接替此時正在瑞士作戰的卡爾大公部，使其得以前往莱茵兰作戰。

#### 蘇黎世戰役
8月26日，卡尔大公率主力撤出瑞士，前往下萊茵準備作戰，僅留下霍策將軍指揮的2萬餘人。後者將協同科爾薩科夫將軍指揮的俄軍，與马塞纳將軍指揮的法軍對峙，直到苏沃洛夫元帥從北意大利趕來。至於法軍方面，由於馬塞納統領的「瑞士軍團」為法軍中最強大的軍團，加上他在8月中旬的作戰也表現良好，自然成為法國政府倚重的將領，並得令主動進攻。科爾薩科夫負責防守從阿勒河、莱茵河交界到苏黎世湖東側的烏茨納赫，沿途經利馬特河與蘇黎世湖的北側戰線，並將部分部隊沿利馬特河一線部署，主力部隊集中在苏黎世湖旁，而霍策則負責防守烏茨納赫以南，沿途泥流林特河而上的南側戰線。9月11日，蘇沃洛夫從北意大利阿斯蒂動身，計劃經貝林佐納與聖哥達山口，沿羅伊斯河谷推進至阿尔特多夫，繼續推進從南側進攻法軍。

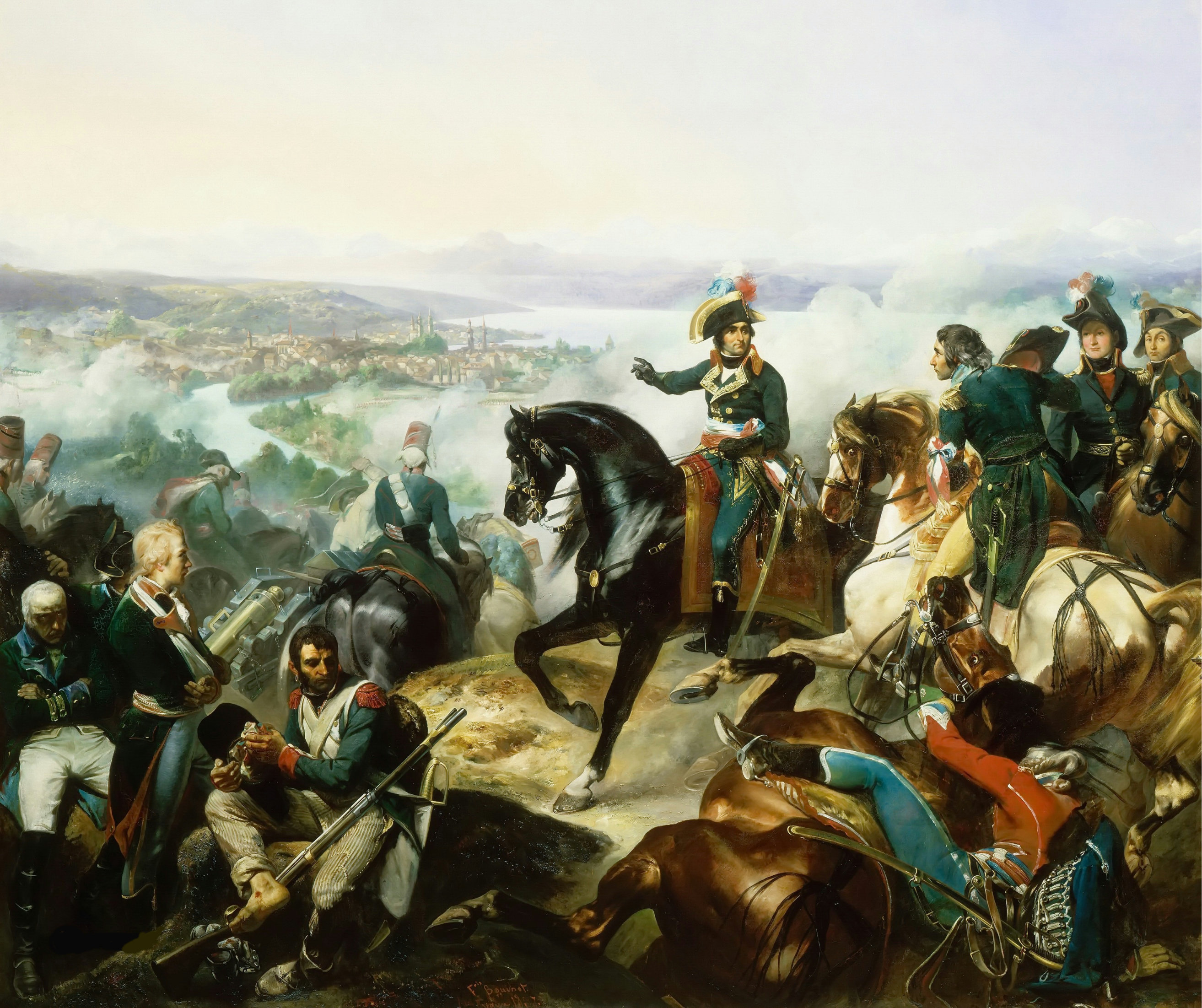
蘇黎世戰役

9月25日上午5時，法軍主力部隊經迪蒂孔強渡利馬特河，抵達右岸後與俄軍爆發激烈交火，同時不斷運送部隊並架設浮橋，最終殲滅俄軍前衛部隊。與此同時，法軍左翼部隊也在阿勒河、利馬特河交界的弗羅伊登瑙佯攻，牽制北側俄軍使其無法支援友軍。之後，法軍右翼部隊進攻錫爾河附近的俄軍主力陣地，而法軍主力部隊也分成幾支部隊，分別擋住北側俄軍與其主力會合，以及迂迴俄軍主力，最終經過激烈戰鬥後攻佔蘇黎世山，迫使科爾薩科夫將錫爾河畔的俄軍調入蘇黎世城內。而在南翼戰場，苏尔特將軍指揮的法軍強渡林特河，擊敗當面的奧軍部隊，並擊斃其司令霍策。9月26日，俄軍再度進攻利馬特河畔的法軍，意圖掩護大部隊撤出蘇黎世，然後在法軍的追擊下匆忙撤往沙夫豪森等地。蘇沃洛夫在施維茨接收到友軍慘敗的情報後，決定立即停止向東經阿尔卑斯山撤退，安全地抵達福拉尔贝格州。之後，馬塞納轉攻科爾薩科夫部，後者損失3,000人後於10月18日抵達林道，在該地與蘇沃洛夫部會合，然後於11月6日抵達伊勒河與萊希河間。俄羅斯沙皇保罗一世對戰局大為震怒，下令俄羅斯軍隊啟程返國，並拒絕舉行凱旋式。

#### 英俄入侵荷蘭

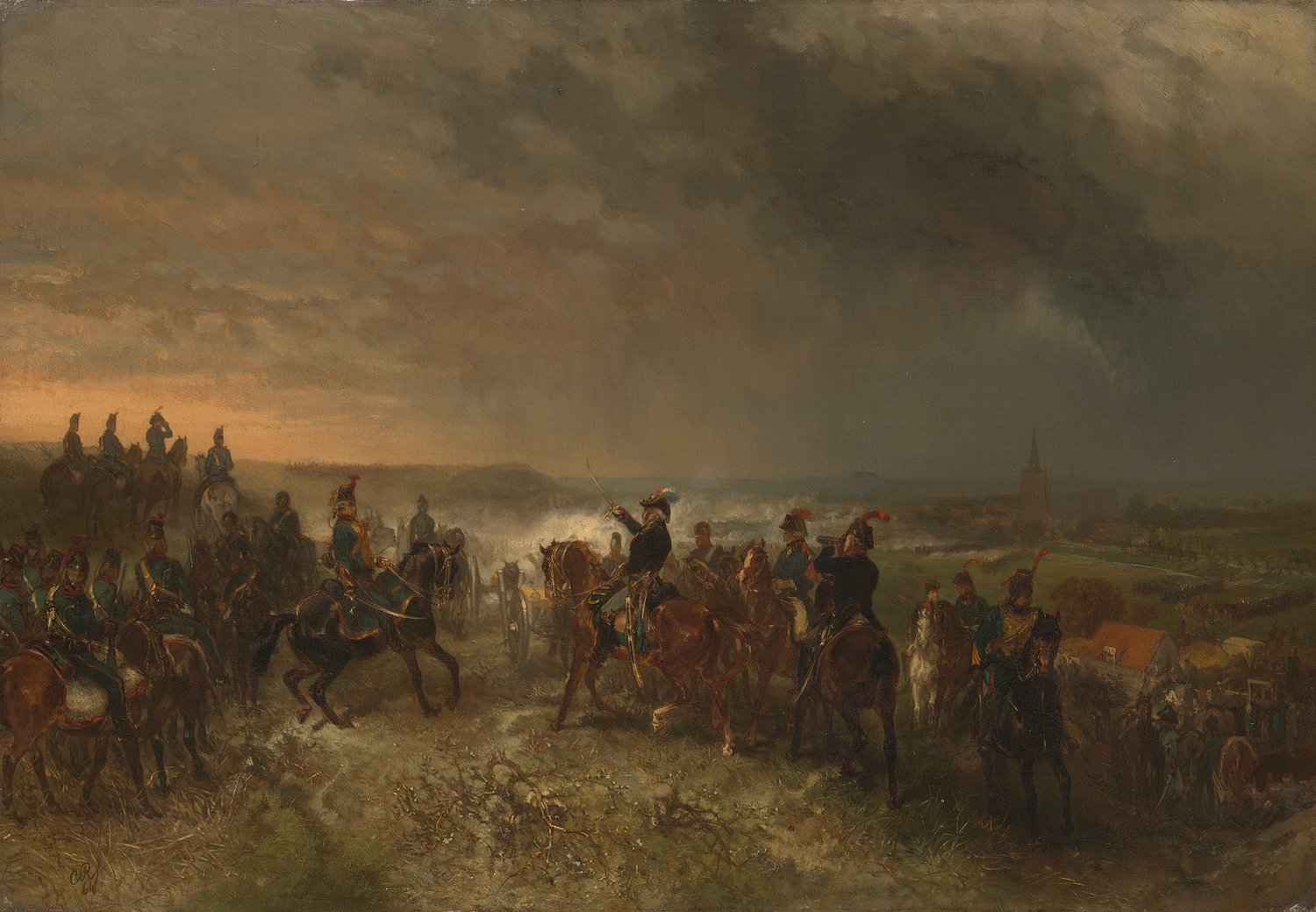
卡斯特里克姆戰役

荷蘭方面，英軍於8月27日登陸北荷兰省登海尔德，巴達維亞共和國軍不敵，於當日夜裡放棄堡壘及其彈藥庫，然後撤退至贝亨。8月30日，英國皇家海軍艦隊駛入港口，繳獲許多荷蘭艦船。9月2日，布律纳將軍抵達阿尔克马尔，其餘法軍也強行軍趕往此處。9月10日，法巴聯軍發動進攻，但無法突破嚴密的英軍陣地，最終敗下陣來。布律纳不滿巴達維亞軍的表現，認為他們在戰場上怠忽職守。侵荷部隊司令約克公爵於9月13日攜兩個俄軍師抵達前線，使戰區的聯軍部隊數量提升至3至4萬人。聯軍於9月19日發動進攻，其右翼俄軍直攻贝亨，並有來自左方英軍的支援，而其最左翼則向霍伦進軍，試圖迂迴法軍左翼或後方。俄軍攻入贝亨後，被敏捷的法軍包圍，最終陷入混亂並撤退，其司令與部分戰兵被俘。其左方的英軍也被擊敗，但成功掩護俄軍撤退。而最左翼的部隊則在與法軍接觸前，就因友軍作戰失利後撤。10月2日，約克公爵率部擊敗法軍，迫使後者撤退至貝弗韋克。10月6日，卡斯特里克姆戰役爆發，聯軍最終撤出戰場，軍心動搖。10月18日，雙方簽署《阿爾克馬爾協定》，聯軍被勒令需儘速撤出荷蘭，並交還8,000名以前被俘的法軍與巴達維亞軍戰俘。10月30日，布律纳將軍凱旋進入阿姆斯特丹。

### 1800年

#### 馬倫戈戰役

《跨越阿爾卑斯山聖伯納隘道的拿破崙》，雅克-路易·大衛繪

拿破崙·波拿巴於1799年10月歸國，然後在11月9日發動雾月政变成為法國第一執政。1800年1月25日，拿破崙開始組建「預備軍團」，多達6萬人的法軍將在第戎集合備戰，準備收復被反法同盟征服的北意大利。1800年5月6日，拿破崙離開巴黎，前往預備軍團的所在地——日內瓦與洛桑。5月14日，拿破崙下令預備軍團南進，經大圣伯纳德山口翻越阿爾卑斯山向北義大利進軍，該山口為崎嶇的羊腸小徑，且覆蓋著厚厚的積雪，對行軍造成嚴重不便。另外四路部隊也在拿破崙的命令下出發，分別經不同路線進入意大利。法軍主力在途中被巴爾堡的奧軍駐軍擋住，只能讓步兵部隊先行通過，攻佔下游的伊夫雷亞，而大部分火砲部隊則被留在身後。6月2日，該堡壘在沙布朗的第五師抵達後，因法軍的持續砲擊投降。拿破崙抵達伊夫雷亞後直奔米蘭，奪取奧軍的補給基地，同蒙塞將軍的部隊會合。他派出拉納向西進攻，其餘部隊直攻東面的米蘭。6月1日法軍強渡提契諾河，在行進間擊垮武卡索維奇將軍的一個師，迫使後者向贝加莫撤退。6月2日拿破崙再次以勝利者的姿態進入米蘭，並接續佔領帕維亞、布雷西亞等市鎮，將義大利地區的奧軍分割為兩部分。
梅拉斯收到情報後開始反攻，同時拿破崙也在接收到熱那亞淪陷的消息後進攻。6月9日拉納進攻卡斯泰焦的奧軍，在戰鬥中被奧軍優勢兵力重壓，堅守至維克托的增援抵達，將奧軍部隊逐回蒙特貝洛。6月13日，拿破崙的部隊已渡過斯克里維亞河，他判斷梅拉斯意在向熱那亞撤退，分出部分預備隊由路易·德賽指揮前往塞拉瓦萊阻斷亚歷山德里亚到熱那亞的路徑。13日下午，法軍先鋒抵達馬倫戈平原，在激烈的戰鬥後將奧軍驅離過河。然而法軍誤報奧軍在過河時已將橋樑摧毀，讓拿破崙判斷梅拉斯完全放棄向東進攻的打算。14日上午9時，駐紮在亞歷山德里亞的奧軍部隊渡過博爾米達河，馬倫戈戰役爆發。奧軍憑藉著優勢兵力持續衝擊法軍，後者只能且戰且退，勉強維持著陣形全軍後撤。直到德賽部隊於下午5時抵達戰場，拿破崙才下令部隊在砲火的掩護下發動反擊，克勒曼的重騎兵部隊也在側翼發動衝鋒，將奧軍擊潰並俘虜大量戰兵，徹底擊破了奧軍的士氣。6月15日雙方簽訂《亞歷山德里亞公約》，梅拉斯將部隊撤回奧地利領土。

#### 德意志和霍恩林登戰役
德意志方面，莫罗將軍將「萊茵軍團」分成四個軍，分別作為中央、兩翼與預備隊。法軍在4月25日開始行動，莫羅集中他親率的預備隊與聖西爾將軍的中央部隊向恩根進軍，勒古布將軍的右翼部隊則向施托卡赫進軍。5月3日恩根戰役爆發，雙方各自傷亡7,000人並陷入僵局，但由於勒古布奪下奧軍基地施托卡赫，奧軍司令保羅·克賴下令撤退至梅斯基希。5月5日，奧軍在梅斯基希戰役再次失利，隨後在西格馬林根向北渡河撤退。然而克賴將軍很快就因擔心奧軍在比伯拉赫的彈藥庫，再次渡河並進入該城。5月9日，聖西爾進攻比伯拉赫，奧軍損失慘重後撤至乌尔姆。法軍部分部隊於10日經梅明根渡過伊勒河，而右翼、中央及預備隊則於13日渡河。莫羅將部隊分散於各處，試圖誘使奧軍進攻。6月5日，克賴率軍進攻里什龐斯的部隊，但很快被法軍逼退。莫羅接著下令右翼猛攻，企圖在迪林根或多瑙沃特附近渡過多瑙河。他以里什龐斯的左翼部隊為樞軸，使右翼向北轉進。6月19日，勒古布將軍於赫希施泰特戰役擊敗擊敗，奪取多瑙河北岸的橋頭堡，迫使克賴向東北撤至讷德林根。6月27日，法軍攻佔多瑙河的重要渡口諾伊堡。7月15日，法奧雙方達成停戰協議，神聖羅馬皇帝弗朗茨二世將保羅·克賴解職。

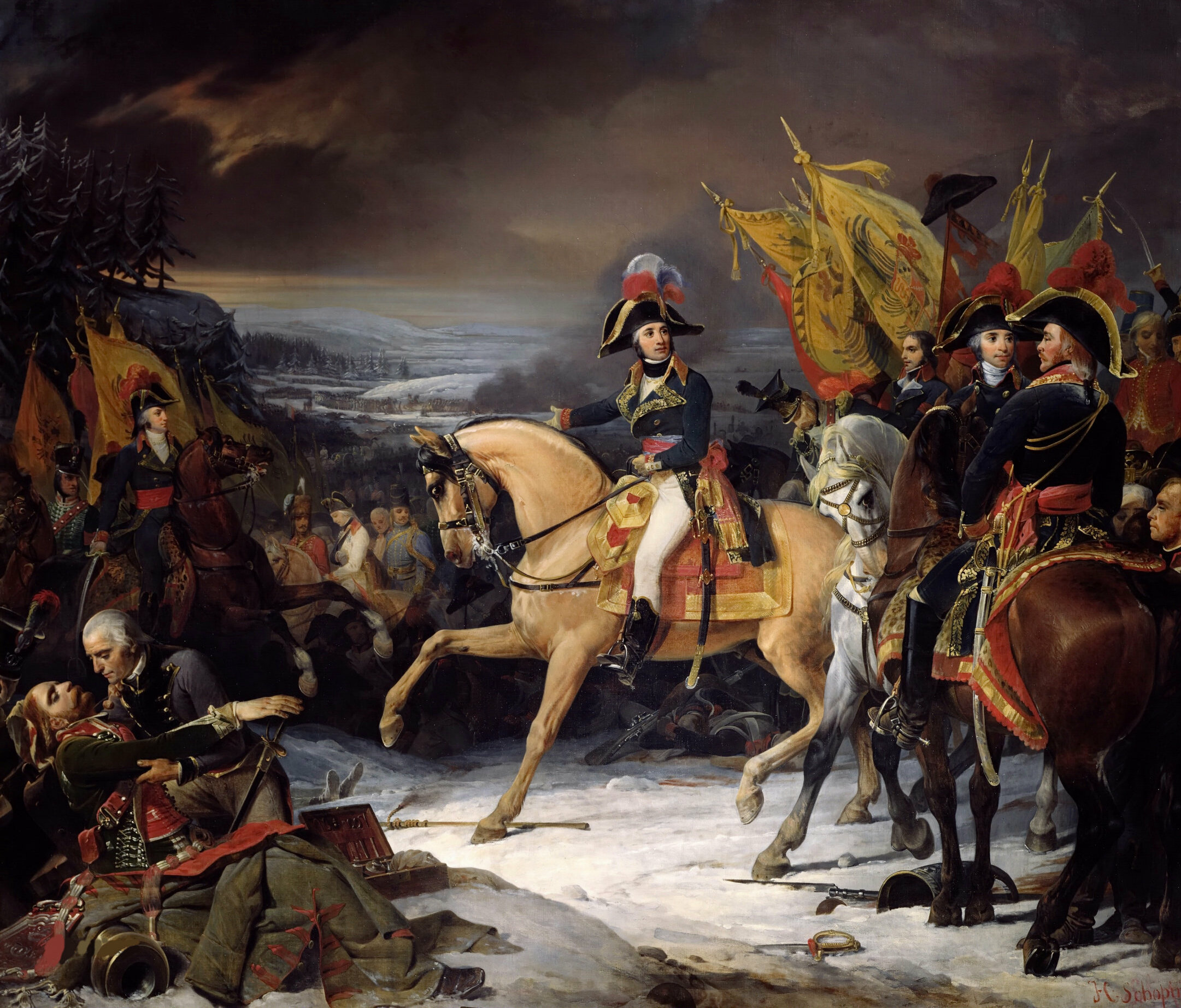
霍恩林登戰役

11月13日停火協議到期，奧軍隨即直攻慕尼黑，成功在局部戰場取得兵力優勢。12月1日，奧軍在安普芬擊退格勒尼耶將軍指揮的法軍左翼部隊。奧軍司令約翰大公等人因為法軍撤退而鬥志高昂，下令全軍展開追擊。然而法軍的撤退實為莫羅的誘敵之計，他決定在霍恩林登平原開闊地帶部署軍隊，等待奧軍經密林接近法軍陣地。12月3日，奧軍兵分四路穿過密林，朝部署在霍恩林登平原上的法軍推進。莫羅於是趁其甫出埃伯斯貝格森林之際發起伏擊，並派遣安托萬·里什龐斯率部突襲奧軍左翼。奧軍之左翼中央縱隊面臨法軍三面包圍，最終士氣低落潰退，迫使其餘部隊也向後撤退。霍恩林登戰役後，莫羅莫羅從容追擊奧軍，直至12月8日才加快步伐。自那時起的15日內，法軍挺進300公里，並俘獲2萬名奧軍士兵。12月9日，勒古布將軍的法軍右翼於罗森海姆擊潰里施部隊。之後，奧軍分別在诺伊马克特、弗兰肯马克特、施瓦嫩施塔特、弗克拉布魯克、兰巴赫、克雷姆斯明斯特等地戰敗。12月17日，卡爾大公接替約翰指揮軍隊，然而奧軍已如驚弓之鳥，潰不成軍，最終在法軍推進至距維也納僅80公里處時請求停戰。12月25日，莫羅同意簽訂停戰協議。

### 1801年
法國和奧地利代表於2月9日簽訂《呂內維爾條約》，弗朗茨二世承認法國自《坎波福爾米奧條約》取得的對萊茵河左岸主權，認可海尔维第共和国、巴達維亞共和國、利古里亞共和國及奇萨尔皮纳共和国等法國附庸國的存在，放棄托斯卡纳大公国，承諾在德意志地區推行世俗化。這項條約結束歐洲大陸自1792年以來的紛爭，拿破崙·波拿巴於2月13日發表演說慶祝勝利，並宣布法國將繼續「只為世界和平與福祉而戰」。3月21日，法國和西班牙代表簽訂《阿蘭胡埃斯條約》，法國在托斯卡纳大公国土地上建立伊特鲁里亚王国，將該國交由帕爾馬公爵费迪南多一世之子路德维克統治，以換取西班牙將路易斯安那交還給法國。3月28日，法國與那不勒斯代表簽訂《佛羅倫斯條約》，那不勒斯割讓領土予法國，並允許法軍在該國駐軍。4月2日，英國皇家海軍因擔心中立國丹麥-挪威可能與法國結盟，遂發動哥本哈根海戰。5月，法國與西班牙入侵葡萄牙，將該國納入法國勢力範圍。7月15日，法國與教宗国簽訂《教務專約》，承認天主教是絕大多數法國公民信仰的宗教，解決自大革命以來法國教士和信徒與羅馬教廷間的分裂。
埃及地區殘存的法軍於8月投降，法國軍隊得以返國，但考古文物需轉交予英國。10月，法國和英國達成初步的和談協議，然後在亞眠簽訂正式條約。1802年3月25日，法國和英國代表簽訂《亞眠和約》，英國撤離除特立尼达岛與錫蘭外的所有征服領土，法國則撤離那不勒斯、塔兰托與教宗国。然而英國政府很快發現他們在談判桌上犯下大錯，時人評價道：「放棄馬提尼克島、馬耳他島、梅诺卡岛、開普敦、荷屬東印度、荷屬西印度、科契，卻除了和平外什麼也沒得到，這是無法辯駁的軟弱與羞辱。」前外交大臣格伦维尔勳爵說道：「這份恥辱、有害的條約......已到了所能接受的最可恥、最具毀滅性的地步。」

## 結果
法國經1792年至1802年的法国大革命战争成為歐陸霸主，達成曾經的歐洲霸主路易十四也難以企及的成就，控制著低地、莱茵兰、瑞士、北意大利。神圣罗马帝国內部領地經過法國的主持大幅簡化，上百塊領地從地圖上消失，部分世俗諸侯的實力增強，以達到能為法國所用，但又不至於過強的實力。其最強的邦國奧地利大公國痛定思痛，決意改革陸軍，然建軍成效不如宮廷主戰派所預期。英國在戰爭中屢屢干涉歐陸局勢，但無論是其軍隊還是盟友都未能阻止法國勝利，顯示其不足以阻止法國贏得霸權，而其海軍雖表現出色，但攻佔的海外領土因外交官在談判桌上表現不佳，幾乎悉數奉還。俄罗斯帝国因沙皇保罗一世對盟友不滿，曾於1800年與法國談判建立反英同盟，打算瓜分奥斯曼帝国與遠征英控印度。然而隨著保罗一世於1801年3月23日遇刺身亡，法俄親善化為泡影，繼任沙皇亞歷山大一世決定親英。

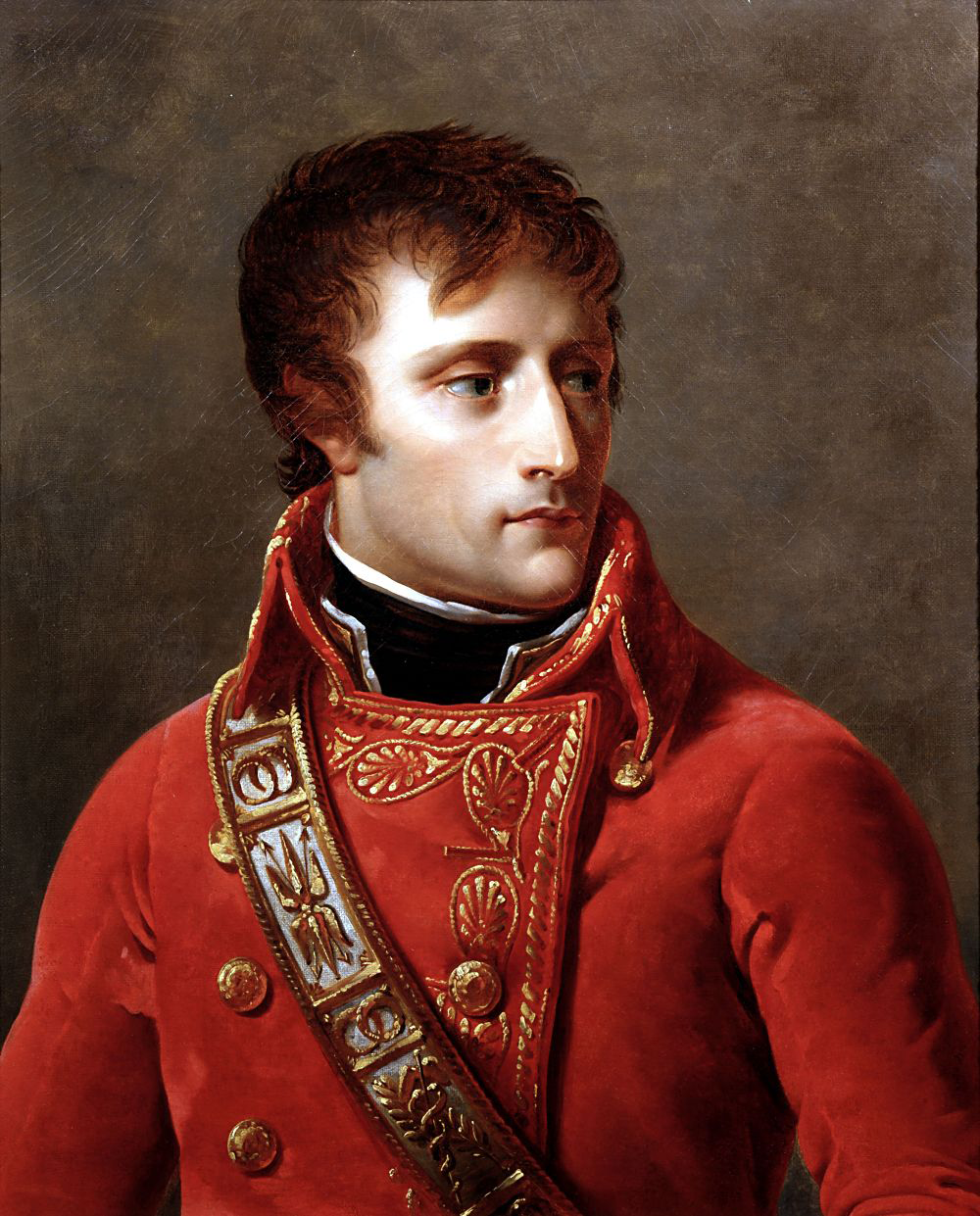
拿破崙·波拿巴將軍歷此戰爭，成為第一執政，奠基帝業

拿破崙·波拿巴經此戰從軍團司令一躍成為國家元首，臨時執政府頒布《共和八年宪法》認可其身為第一執政，掌控行政大權，擁有頒佈法律、任免官員與軍官等權利，並免受立法機關監督。他為了恢復被革命撕裂的國家與社會，勸說流亡者回國，爭取到不少舊制度貴族的支持，並解決西南法國嚴重的保王黨叛亂，然後與教皇庇護七世簽訂《教務專約》，承认天主教是絕大多數法國公民信仰的宗教，解決自大革命以來法國教士和信徒與羅馬教廷間的分裂。拿破崙建立了高度集權的行政結構，將原先由地方選舉的省長、區長與市長全部改為中央派遣，並進行成功的經濟改革，使兩年後的法國財政收入自美國獨立戰爭首次達到收支平衡。他透過創辦法兰西银行，穩定了極不穩定的法國貨幣幣值與匯率，製造了良好的商業循環，對日後的戰爭提供大量資金。
同時，他還啟動一項法律改革計劃，他與第二執政康巴塞雷斯及許多法學者組成委員會，將1789年後諸革命政府制定的14,000條法令、法律及42部地方法典融入單一法律系統，組成一本493頁的法典。這部被後世稱為《拿破崙法典》的民法典開歷史之先河，成為大陆法系的基礎。
然而歐洲各國間未能維持和平，法國與英國相繼違背《亞眠和約》，遂於1803年5月18日爆發戰爭。拿破崙在法國沿海各地集結一支大軍團，準備入侵英格蘭；與此同時，英國政治家積極聯合他國對抗法國，而拿破崙肆意逮捕並處死旅居海外的昂吉安公爵，更是激起歐洲各國的不滿。1804年12月2日，拿破崙在巴黎聖母院加冕，號稱「法國人的皇帝」。1805年8月9日，英國、俄羅斯與奧地利等國組建反法同盟，第三次反法同盟戰爭爆發。

## 註腳
1. ↑  多伊爾（2021年），第98页
2. 1 2  布萊寧（2018年），第766-772页
3. ↑  Fremont-Barnes（2001年），第21页
4. ↑  布萊寧（2018年），第774页
5. ↑  Fremont-Barnes（2001年），第24页
6. ↑  Broers & Dwyer（2022年），第128页
7. ↑  Blanning（1996年），第62页
8. ↑  布萊寧（2018年），第778-779页
9. ↑  布萊寧（2018年），第782页
10. ↑  布萊寧（2018年），第784页
11. ↑  Rothenberg（1995年），第59页
12. ↑  Broers & Dwyer（2022年），第140页
13. ↑  Colson & Mikaberidze（2022年）
14. ↑  Blanning（2014年），第174-175页
15. 1 2 3  Blanning（2014年），第175-178页
16. ↑  Rothenberg（1995年），第65页
17. ↑  Colson & Mikaberidze（2022年），第608页
18. ↑  多伊爾（2021年），第412页
19. ↑  Blanning（2014年），第180页
20. ↑  布萊寧（2018年），第790页
21. ↑  Colson & Mikaberidze（2022年），第608-610页
22. 1 2  Colson & Mikaberidze（2022年），第610页
23. 1 2  布萊寧（2018年），第805页
24. ↑  Mikaberidze（2020年），第75页
25. ↑  Cole（2007年），第20页
26. ↑  Cole（2007年），第22-25页
27. ↑  Cole（2007年），第49-53页
28. 1 2  Chandler（2009年），第223页
29. ↑  Colson & Mikaberidze（2022年），第613页
30. 1 2  Colson & Mikaberidze（2022年），第614页
31. 1 2  Chandler（2009年），第226页
32. ↑  Connelly（2012年），第100页
33. ↑  Connelly（2012年），第101页
34. ↑  Broers & Dwyer（2022年），第141页
35. 1 2  Blanning（2014年），第190-191页
36. ↑  多伊爾（2021年），第421页
37. ↑  Blanning（2014年），第193页
38. 1 2  Blanning（1996年），第230页
39. ↑  克劳塞维茨a（2019年），第17页
40. 1 2 3  Esdaile（2018年），第279页
41. 1 2  克劳塞维茨a（2019年），第17-18页
42. ↑  克劳塞维茨a（2019年），第19页
43. 1 2  Colson & Mikaberidze（2022年），第617-618页
44. 1 2 3  Connelly（2012年），第102页
45. ↑  Chandler（2009年），第236页
46. 1 2  Chandler（2009年），第239页
47. 1 2  克劳塞维茨a（2019年），第83-87页
48. ↑  Blanning（1996年），第232页
49. ↑  Marshall-Cornwall（1965年），第80-81页
50. ↑  克劳塞维茨a（2019年），第97-100页
51. ↑  克劳塞维茨a（2019年），第101-123页
52. 1 2  索布尔（2015年），第379页
53. ↑  布萊寧（2018年），第806页
54. ↑  克劳塞维茨a（2019年），第198页
55. ↑  克劳塞维茨a（2019年），第205-213页
56. ↑  Phipps（1926年），第254-255页
57. ↑  Duffy（1999年），第47-52页
58. 1 2  Rothenberg（1995年），第75页
59. ↑  克劳塞维茨a（2019年），第236页
60. ↑  Blanning（1996年），第235页
61. ↑  Duffy（1999年），第70-73页
62. ↑  克劳塞维茨a（2019年），第285-287页
63. ↑  克劳塞维茨a（2019年），第289页
64. 1 2 3  Blanning（1996年），第238页
65. ↑  克劳塞维茨a（2019年），第356-369页
66. ↑  Marshall-Cornwall（1965年），第85页
67. ↑  克劳塞维茨a（2019年），第419页
68. ↑  Rothenberg（1995年），第77页
69. ↑  Duffy（1999年），第80-90页
70. 1 2  克劳塞维茨a（2019年），第478-483页
71. ↑  Esdaile（2018年），第284页
72. ↑  克劳塞维茨a（2019年），第494-523页
73. ↑  克劳塞维茨a（2019年），第531页
74. ↑  Duffy（1999年），第129-131页
75. ↑  克劳塞维茨a（2019年），第545-546页
76. ↑  克劳塞维茨a（2019年），第559-562页
77. ↑  Blanning（1996年），第251页
78. ↑  克劳塞维茨a（2019年），第593页
79. 1 2  Esdaile（2018年），第286页
80. ↑  Blanning（1996年），第252页
81. 1 2  克劳塞维茨b（2019年），第115-119页
82. ↑  Marshall-Cornwall（1965年），第88页
83. ↑  克劳塞维茨b（2019年），第120-129页
84. ↑  克劳塞维茨b（2019年），第148-154页
85. ↑  Blanning（1996年），第254页
86. ↑  Rothenberg（1995年），第79页
87. ↑  Phipps（1926年），第161-163页
88. ↑  Phipps（1926年），第161-164页
89. ↑  布萊寧（2018年），第807页
90. ↑  Phipps（1926年），第195页
91. ↑  Krayenhoff（1832年），第58-76页
92. 1 2 3  Phipps（1926年），第197-201页
93. ↑  Shepperd（1987年），第85页
94. ↑  Phipps（1926年），第204-205页
95. ↑  Krayenhoff（1832年），第224-237页
96. ↑  Phipps（1926年），第208页
97. ↑  Connelly（2012年），第110页
98. ↑  Hollins（2000年），第31页
99. ↑  Hollins（2000年），第30页
100. ↑  Haythornthwaite（1993年），第23页
101. ↑  Chandler（2009年），第287页
102. ↑  Hollins（2000年），第44-49页
103. ↑  Colson & Mikaberidze（2022年），第351页
104. ↑  Hollins（2000年），第56页
105. ↑  Leggiere（2016年），第142页
106. ↑  Hollins（2000年），第57页
107. ↑  Hollins（2000年），第72页
108. ↑  Colson & Mikaberidze（2022年），第353页
109. ↑  Haythornthwaite（1993年），第35页
110. ↑  Hollins（2000年），第96页
111. ↑  Arnold（2005年），第199-201页
112. 1 2 3  Arnold（2005年），第202页
113. ↑  Dodge（1904年），第89页
114. ↑  Rothenberg（1995年），第82页
115. 1 2  Dodge（1904年），第89-91页
116. ↑  Arnold（2005年），第206页
117. ↑  Arnold（2005年），第213-214页
118. ↑  Connelly（2012年），第114页
119. ↑  Arnold（2005年），第219-221页
120. ↑  Arnold（2005年），第223页
121. ↑  Rothenberg（1995年），第84页
122. ↑  Mikaberidze（2020年），第81页
123. 1 2 3 4  Mikaberidze（2020年），第111页
124. 1 2 3 4 5  布萊寧（2018年），第809页
125. 1 2  Mikaberidze（2020年），第112页
126. 1 2  布萊寧（2018年），第810页
127. ↑  Mikaberidze（2020年），第126页
128. 1 2  Mikaberidze（2020年），第127页
129. ↑  Rothenberg（1995年），第86页
130. ↑  Mikaberidze（2020年），第115-118页
131. 1 2  布萊寧（2018年），第435页
132. ↑  多伊爾（2021年），第476页
133. 1 2  多伊爾（2021年），第477-479页
134. ↑  Colson & Mikaberidze（2022年），第356页
135. 1 2  布萊寧（2018年），第811-812页